# Castries (Saint Lucia)
Castries is de hoofdstad van de eilandstaat Saint Lucia. In 2003 had de plaats Castries 20.000 inwoners en de agglomeratie 53.639. Het kwartier Castries had in 2013 70.000 inwoners en een oppervlakte van 79 km².
Castries ligt in een overstromingsgevoelig gebied en is gelegen op aangewonnen land. In de stad zijn de regering en de hoofdkantoren van buitenlandse en lokale bedrijven gevestigd. In de beschutte haven worden vrachtschepen, veerboten en cruiseschepen ontvangen en er zijn belastingvrije winkels zoals Point Seraphine and La Place Carenage. Daarnaast zijn er vele restaurants en supermarkten te vinden. De stad is goed bereikbaar met het openbaar vervoer en met de taxi.
Het hoofdpostkantoor van Saint Lucia is gevestigd in Castries. Omdat veel plaatsen op het eiland geen standaard adressen hebben, wordt veel van de post naar postbussen gestuurd. Als hier geen plaatsnaam achter wordt gezet, komt het terecht op dit postkantoor.
Castries is de geboorteplaats van econoom en Nobelprijswinnaar William Arthur Lewis en schrijver en Nobelprijswinnaar Derek Walcott.
De stad werd gesticht in 1650 door de Fransen en vernoemd naar Charles Eugène Gabriel de la Croix, Marquis de Castries.

## Geschiedenis
In 1650, toen Saint Lucia werd veroverd door kapitein Du Parquet en Monsieur Houel van de Franse West-Indische Compagnie, werd het fort 
aupres du Petit Cul-de-Sac et de la riviere du Carénage opgericht door een groep van 40 Fransen onder leiding van de Rousselan. De hoofdstad werd in 1769 verplaatst naar de zuidzijde van de haven door baron de Micoud en veranderde in 1785 van naam van Carénage naar Castries. De stad werd vernoemd naar Charles Eugène Gabriel de la Croix, Marquis de Castries.
In 1835 bouwden de Britten de westelijke werf van Castries, als voorbereiding op de kolenhandel. Het eerste stoomschip, de RMS Solway arriveerde in 1841.
Tijdens de Tweede Wereldoorlog voer op 9 maart 1942 een Duitse onderzeeboot van het type U 161, de haven van Castries binnen en liet twee schepen van de geallieerden zinken.  Hieronder was de Canadese oceaanlijner RMS Lady Nelson.
Castries is meerdere keren herbouwd, na grote branden op 15 oktober 1805, 6 april 1813 en de bekendste op 19 juni 1948.

## Toerisme
Castries is een van de meeste bezochte plaatsen van Saint Lucia, mede door het aanmeren van vele cruiseschepen. Deze leggen aan bij Pointe Seraphine, net ten noorden van de haven.
Er zijn een aantal bezienswaardigheden in de stad, zoals de Basiliek van de Onbevlekte Ontvangenis, het Derek Walcottplein (genoemd naar Nobelprijswinnaar Derek Walcott), de stadsbibliotheek, het regeringsgebouw en Fort Charlotte op de top van de heuvel Morne Fortune (258m hoog). Bekende stranden zijn: Vigie Beach, Malabar Beach, Choc Beach en La Toc Beach.

## Verkeer en vervoer
Nabij Castries ligt het kleinste van de twee vliegvelden van Saint Lucia, George F. L. Charles Airport of Vigie Airport. De meeste internationale vluchten landen echter op Hewanorra International Airport, in het kwartier Vieux Fort. Dit vliegveld ligt op ongeveer 1,5 uur rijden, maar men kan ook reizen tussen de vliegvelden met een helikopter.
Tevens is er een veerbootverbinding tussen Castries en Fort-de-France op Martinique. Jachten mogen aanleggen in Castries, nadat ze zijn gecontroleerd door de douane. Als het douanegebied vol is, moeten jachten voor anker wachten in het quarantainedok. Wordt deze regel niet nageleefd, dan ontvangt men een boete. Na de controle kunnen jachten aanleggen bij de plaatsen Castries en Vigie.
Vanuit Castries vertrekken bus naar alle districten op het eiland. De bussen zijn in private handen (niet gesubsidieerd door de overheid) en dragen groene kentekenplaten startend met een M, bijvoorbeeld M456. De bussen staan klaar in bepaalde aangewezen gebieden om passagiers op te halen. Op de voorkant van de bus staat naar welk deel van het eiland de bus rijdt. Wil men naar andere gebieden, dan kan men gebruik maken van de taxi's of bussen met blauwe kentekenplaten. Private mini bussen bieden vervoer vanaf de bushaltes en kunnen gemakkelijk staande worden gehouden. Bussen zijn de goedkoopste manier van vervoer op het eiland en zijn een goede manier om het eiland te ontdekken. Echter zijn enkele attracties niet bereikbaar met het openbaar vervoer. De frequentie is niet hoog, meestal 2x/uur wat lange wachttijden kan opleveren en het openbaar vervoer stopt meestal na 6 uur 's avonds.

## Politiek
Naast de hoofdstad van Saint Lucia, bevindt zich in Castries ook het secretariaat van de Organisatie van Oost-Caribische Staten en het hoofdkantoor van het Oost-Caribisch Hooggerechtshof.
In oktober 2008 werd de Amerikaanse Kamer van Koophandel te Saint Lucia opgericht. De oprichting van dit instituut werd aangemoedigd door de Amerikaanse ambassade op Barbados. Hugh W. Jones is de eerste ambassadeur.
In Castries zijn verschillende internationale ambassades en consulaten te vinden. Hier onder vallen onder andere de ambassades van het Verenigd Koninkrijk, Mexico, de Republiek China, de Dominicaanse Republiek en Frankrijk, de consulaten van Italië, Jamaica, Nederland, Noorwegen, Brazilië en Venezuela.

## Geboren
- William Arthur Lewis (1915-1991), econoom en Nobelprijswinnaar (1979)
- Derek Walcott (1930-2017), dichter, toneelschrijver, schrijver en Nobelprijswinnaar (1992)
- Julien Alfred (2001), olympisch atlete